# Стрельцов, Владимир Владимирович
Стрельцо́в Влади́мир Влади́мирович (26 июня 1902 года, Нарва — 2 июля 1947 года, Москва) — физиолог, профессор, один из основоположников авиационной медицины, полковник медицинской службы. Основатель Института авиационной медицины.

## Биография
- Стрельцов Владимир Владимирович родился в семье дворян: мать Маргарита Авильевна Мютель-Стрельцова — дочь немецкого помещика Карла Авиля Мютеля, отец Владимир Михайлович Стрельцов — сын губернского секретаря, дворянина Стрельцова Михаила. В 1908 году семья переехала в Петербург[1].
- С 1909 года обучается в 1-м Рождественском коммерческом училище. С 15 лет живёт и зарабатывает самостоятельно, работая репетитором[1].
- В 1918 году вступает в ряды РККА, в мае 1920 года увольняется из армии, поступает в Военно-медицинскую академию.
- В 1921 году работает санитаром в бригаде 1-го Лечебно-питательного поезда имени Петросовета.
- В 1922 году зачислен на военную службу, становится слушателем Военно-медицинской академии.
- В 1926 году заканчивает учёбу в академии и поступает в адъюнктуру, ведёт научную работу на кафедре нормальной физиологии под руководством Л. А. Орбели.
- В 1930 году проводит занятия в секции авиационной медицины, организованной при научно-исследовательском институте ГВФ, ведёт исследования в области физиологии человека, связанной с высотными полётами.
- В 1933 году переведён в Москву, где возглавил работу IV сектора Научно-исследовательского санитарного института (НИСИ) РККА.
- В конце 1935 года возглавляет Центральную лабораторию авиационной медицины Гражданского воздушного флота (ЦЛАМ).
- В январе 1936 года утверждён в степени кандидата медицинских наук без защиты диссертации. В мае 1938 года получает учёное звание профессора, в 1939 году защищает докторскую диссертацию[2].
- В 1939 году в Центральном институте усовершенствования врачей была организована первая в мире кафедра авиационной медицины. Первым заведующим назначен профессор В. В. Стрельцов.
- 27 апреля 1939 года защитил докторскую диссертацию.
- В 1939—1947 годах также руководил кафедрой физиологии в Институте физкультуры, во 2-м ММИ и ЦПУ.
- В марте 1943 года присвоено очередное воинское звание — полковник.
- В 1946 году — организовал секцию авиационной и космической медицины Московского физиологического общества, председатель бюро.
- В 1945—1947 годах — консультант Центральной лаборатории авиационной ГВФ медицины, консультант Главкома ВВС по вопросам авиационной медицины[2]
- Скончался 2 июля 1947 года в Москве от тяжёлой болезни[1].

## Научные и практические достижения
В числе крупных специалистов, создававших отечественную авиационную и космическую медицину — А. П. Аполлонов, М. П. Бресткин, Н. И. Добротворский, Ф. Г. Кротков, Д. Е. Розенблюм, К. К. Платонов, А. А. Сергеев, В. А. Спасский и другие — работал над созданием системы профессиональной, профильной подготовки врачей для авиации, отсутствие которой тормозило реализацию научных достижений.
В. В. Стрельцов провёл серию исследований поведения организма человека в условиях высотного полёта при различных режимах питания, в частности, в барокамере НИИ ВВС РККА в 30-е годы, впервые в стране создавал условия нахождения человека на высоте до 14 км в условиях отсутствия телеметрии и записывающей аппаратуры. Отработал на себе все режимы высотного полёта. Консультировал специалистов при создании авиационного кислородного оборудования для лётчиков, преодолевающих большие высоты.
Инициатор создания кафедр авиационной медицины: в 1939 году была создана первая в мире профильная кафедра при Центральном институте усовершенствования врачей (ЦИУ), в 1940 году — во 2-м Медицинском институте. Обе кафедры возглавил профессор В. В. Стрельцов. Эти учебные центры сыграли ключевую роль в развитии авиакосмической медицины и в деле создания системы подготовки авиационных врачей.
Владимир Стрельцов настойчиво добивался от руководства НИСИ РККА разрешения на создание института авиационной медицины. В 1935 году был образован Авиационный научно-исследовательский санитарный институт РККА, директором был назначен профессор Ф. Г. Кротков, В. Стрельцов — его заместителем. В научно-исследовательском институте появилась возможность решать задачи психофизиологической готовности лётчиков к управлению летательным аппаратом на системной основе. В первый год работы института учёные пришли к выводу, что авиационная медицина не ограничивается врачебно-лётной экспертизой и организацией лётного процесса. В 1936 году санитарный институт был реорганизован в Институт авиационной медицины с организационно-штатной структурой, позволяющей расширить исследования.
При большом участии В. Стрельцова в Московском обществе физиологов была организована секция авиационной медицины. Военные авиационные врачи Московского гарнизона получили возможность систематически встречаться с авиационными врачами других ведомств, чтобы обсуждать возникающие вопросы, научные проблемы и достижения. Почётным председателем секции был избран генерал-полковник медицинской службы академик Леон Абгарович Орбели. Председателем бюро секции избран организатор — полковник медицинской службы профессор Владимир Владимирович Стрельцов. При его непосредственном участии выходит издание «Труды Центральной лаборатории авиационной медицины».
Коллективом сотрудников IV сектора НИСИ РККА под руководством В. В. Стрельцова были детально изучены проблемы, связанные с повышением выносливости организма лётного состава при полётах на больших высотах; обеспечение лётных экипажей кислородом, медицинским обслуживанием при выполнении дальних перелётов; разработаны принципы режимов труда, отдыха, физической подготовки, рационального питания и т. д. Владимир Владимирович был инициатором создания специального курса авиационной психологии, в 1941 году внёс предложение на заседании Военного совета о создании специальных авиационных госпиталей, об улучшении условий жизни лётчиков и их питания в военных условиях.
В Институте физкультуры В. Стрельцов проводил исследования о влиянии ускорения на лётчиков, характере физиологических реакций человека при высотных полётах для отработки методики физической подготовки лётного состава. Разработал методику тренировок лётного состава в барокамере для повышения высотной выносливости.
Один из руководителей первой Медико-санитарной службы гражданского воздушного флота, созданной в 1930 году и включавшей ряд психофизиологических лабораторий. Врач был в числе первых парашютистов, в 1932 году принимает участие в испытательном групповом полете Москва — Харьков — Москва с целью проверки надёжности бортовой кислородной аппаратуры, использовавшейся в полёте. На основе многочисленных экспериментов и исследований, были собраны материалы, которые стали основой подготовленного и изданного в 1933 году практического «Руководства по медицинскому и психофизиологическому отбору кандидатов, поступающих в школы ВВС, и по переосвидетельствованию лиц лётно-подъёмного состава». В. Стрельцов в 1934 году стал инициатором проведения специальной физической подготовки лётчиков при Институте физкультуры в Москве.
10 января 1936 года Владимиру Владимировичу была присвоена учёная степень кандидата медицинских наук без защиты диссертации за работы по симпатической нервной системе, в мае 1938 года он был утверждён в учёном звании профессора. В 1939 году защитил докторскую диссертацию. Добился организации на кафедре ЦИУ адъюнктуры, на которой первыми адъюнктами были: Михайловский Георгий Петрович, Завьялов Евгений Сергеевич и Абрам Моисеевич Генин.
Возглавлял комиссию по авиационной медицине при Учёном медицинском совете Министерства здравоохранения СССР. Осенью 1944 года на 4-м пленуме Учёного медицинского совета ВМФ В. Стрельцов в докладе «Основные проблемы авиационной медицины» отмечал:

Наиболее актуальными вопросами авиационной медицины на ближайшие послевоенные годы являются вопросы физиологии и гигиены высотных (стратосферных) и сверхзвуковых (ракетных) полётов и дальнейшее усовершенствование методов отбора лётного состава.
— 4-й пленум Учёного медицинского совета ВМФ.

В течение всей своей жизни он не переставал пропагандировать методы наземных тренировок лётного состава, постоянно совершенствуя и развивая их. И только благодаря его настойчивым и упорным требованиям метод барокамерной тренировки лётчиков был официально принят и включён в «наставления» по высотной тренировке.
— Сергеев А. А. «Очерки по истории авиационной медицины».

## Статьи и монографии
- Авиационная медицина и физиология в СССР за 25 лет // Бюл. эксперим. биол. и мед. – 1942. – Т. 14, вып. 5-6. – № 11-12. – С. 7–15.
- Авиационная медицина и физиология в СССР. Монография, 1942.
- Влияние пониженного барометрического давления на организм / Тр. Центральной лаборатории авиационной медицины. Т. 5-6. – 1938. – С. 60–80.
- Влияние высоты и ускорений на организм лётчика, М.— Л., 1945.
- Влияние пониженного барометрического давления на организм. Монография, 1939.
- Высотные полёты и их влияние на организм человека. – М.; Л.: Медгиз, 1939. – 35 с.
- Кислород и кислородные приборы для высотных полётов, Гражданская авиация, № 4, с. 18, 1938.
- О физиологических основах применения физических упражнений с целью наземной тренировки лётчика // Теория и практика физической культуры. –1947. – № 6. – С. 285.
- Физическая культура лётчика, Сахмолет, № 13, с. 7, 1939.
- Применение карбогена при высотных полётах, Гражданская авиация, № 5, с. 29, 1941.
- Физиология парашютного прыжка, там же, № 2, с. 17, 1941.

## Награды
Награждён орденами Ленина, Красного Знамени и медалями .

## Семья
В 1923 году женился на Антонине Михалёвой, в браке родились две дочери — Людмила и Светлана. Был женат вторым браком.